# Death in Vegas
Death in Vegas je britská hudební skupina experimentující na rozhraní rocku a elektroniky. Skupina byla založena v roce 1994 pod názvem Dead Elvis, po námitkách kvůli souvislosti s Elvisem Presleym však změnili název na Death in Vegas, na svůj původní název však nezanevřeli a pojmenovali takto svoje debutové album. V České republice se stala známou píseň Help Yourself z alba Scorpio Rising jejíž motiv byl používán v letech 2003-2005 reklamách mobilního operátora Eurotel.

## Diskografie
- Dead Elvis (10. března, 1997)
- The Contino Sessions (13. září, 1999)
- Scorpio Rising (16. září, 2002)
- Satan's Circus (11. října, 2004)